# Јун Јунгсун
Јун Јунгсун (кореј. 윤영선; 4. октобар 1988) јужнокорејски је фудбалер који тренутно наступа за Сонам и репрезентацију Јужне Кореје на позицији штопера.

## Клупска каријера
Након завршетка факултета, гдје је играо за универзитетски тим, 2010. године је на драфту К лиге изабран од стране Сонама. Професионални деби имао је 9. марта 2010. године, у оквиру АФК Лиге шампиона, против Мелбурн Викторије. На дебију је постигао и свој први гол за клуб, дао је други гол у побједи од 2:0. У К лиги дебитовао је 19. марта 2010, против Чонбук хјундаи моторса; у игру је ушао у 72. минуту умјесто Кима Џинјунга. Први гол у лиги постигао је 9. марта 2013, у ремију 1:1 против Чеџу јунајтеда. У сезони је постигао још један гол, у побједи 2:0 против Гјонгнама. У јануару 2014, требало је да пређе у редове кинеског суперлигаша, Хенан Ђенјеа, али трансфер је стопиран након што није прешао љекарске прегледе.
У сезони 2015 био је стандардан, постигао је гол у поразу од Чеџу јунајтеда 4:3, Јунгсун је дао гол за 3:3 у 89. минуту, након чега је Хјун Ким дао гол за побједу Чеџуа у судијског надокнади. Други гол у сезони постигао је 1. јула 2015, у побједи 3:1 над Деђоном у оквиру 19 кола. Године 2016. одиграо је 16 утакмица и постигао гол у побједи 3:0 на гостовању Улсан хјунадаију
У јулу 2016. године, отишао је на двогодишње служење војске и званично се преселио на позајмицу у војни клуб Санџу Санкму, гдје је играо до јула 2018, након чега се вратио у Сонам.

## Репрезентативна каријера
Јунгсун није играо за млађе селекције, а за сениорску репрезентацију Јужне Кореје дебитовао је 17. новембра 2015. године, на утакмици Азијских квалификација за Свјетско првенство 2018, против Лаоса. Кореја је побиједила 5:0 на гостовању, Јунгсун је у игру ушао у 86. минуту, умјесто Кима Кихија.
У мају 2018 нашао се на прелиминарном списку играча за Свјетско првенство 2018 у Русији, а затим се нашао и на коначном списку играча за Свјетско првенство, објављеном 2. јуна. Кореја је играла у групи Ф, против Шведске, Мексика и Њемачке; завршила је на трећем мјесту у групи, са три бода. Јунгсун је играо само на утакмици против Њемачке, док је на утакмицама против Мексика и Шведске био на клупи.

## Трофеји

### Клуб
Сонам
- АФК Лига шампиона: 2010
- ФА куп: 2011.

### Репрезентација
Јужна Кореја
- Првенство Источне Азије: 2017.